# عائلة أنيقة
عائلة أنيقة (بالكورية:우아한 가) هو مسلسل تلفزيوني كوري جنوبي لعام 2019 تم بثه على قناة إم بي إن ودراما إكس، من 21 أغسطس إلى 17 أكتوبر 2019. وهو إنتاج مشترك بين الشبكتين.

## القصة
تحكي هذه الدراما قصة “مو سيوك هي” و “هيو يوون دو” الذين يعملوا سويًا للكشف عن حقيقة ما حدث عندما قُتلت والدة مو سيوك هي منذ 15 عامًا.
“مو سيوك هي” هي الابنة الوحيدة لمدير مجموعة “MC”. إنها جميلة وذكية وغنية وتبدو وكأنها متعجرفة، لكنها تكافح من أجل معرفة حقيقة وفاة والدتها. هوو يون دو محام، لكن ليس لديه مكتب، انه يعمل على حل القضايا الصغيرة لسكان الحي في مطعم. انه مليء بالحب.. بأعجوبة، ينضم هوو يون دو إلى فريق “TOP” الذي يدير شؤون أُسرة مجموعة “MC” القانونية..

## طاقم
- ليم سو هيانغ في دور مو سيوك هي[2]
- لي جانع وو في دو هيو يون دو[2]
- مو وان سو في دور لي كيو هان[2]
- مون وان جون في دور كيم جين وو[2]
- جونغ هيون وو في دور بايك سو جين[2]
- ايم سون في دور جو كيونغ سون[2]

## الاستقبال
سجل المسلسل نسبة مشاهدة عالية لشبكة «إم بي إن» وجذبت انتباه وسائل الإعلام في كوريا وعلى الصعيد الدولي. ذكرت صحيفة «ماييل بيزنس» أن الدراما بيعت للقنوات في ماليزيا وإندونيسيا والفلبين وتايوان وهونغ كونغ وتايلاند وفيتنام وميانمار وأمريكا الشمالية والجنوبية، حققت الدراما نجاحا نقديا وتجاريا، بسبب الأداء الجيد لممثليها، والسيناريو والإنتاج.
أصبحت «عائلة أنيقة» الدراما الأعلى تقييمًا في تاريخ شبكة إم بي إن، حتى قبل أن تصل إلى نصف بثها.

## المشاهدات
| الموسم | الموسم | رقم الحلقة | رقم الحلقة | رقم الحلقة | رقم الحلقة | رقم الحلقة | رقم الحلقة | رقم الحلقة | رقم الحلقة | رقم الحلقة | رقم الحلقة | رقم الحلقة | رقم الحلقة | رقم الحلقة | رقم الحلقة | رقم الحلقة | رقم الحلقة | المتوسط |
| الموسم | الموسم | 1          | 2          | 3          | 4          | 5          | 6          | 7          | 8          | 9          | 10         | 11         | 12         | 13         | 14         | 15         | 16         | المتوسط |
| ------ | ------ | ---------- | ---------- | ---------- | ---------- | ---------- | ---------- | ---------- | ---------- | ---------- | ---------- | ---------- | ---------- | ---------- | ---------- | ---------- | ---------- | ------- |
|        | 1      | غ/م        | غ/م        | 0.570      | 0.575      | 0.792      | غ/م        | 0.771      | 0.722      | 0.999      | 1.001      | 1.368      | 1.356      | 1.401      | 1.373      | 1.557      | 1.685      | N/A     |

وفقا لمخطط نيلسن كوريا اعلاه، فقد حققت الدراما 1.6 مليون مشاهدة، مما يجعلها ثاني انجح عمل تلفزيوني لي شبكة إم بي إن بعد مسلسل ; بوسام: سرقة قدر.
| الحلقة | تاريخ البث الأصلي | (تقييمات (نيلسن كوريا) | (تقييمات (نيلسن كوريا) |
| الحلقة | تاريخ البث الأصلي | على الصعيد الوطني      | سيول                   |
| ------ | ----------------- | ---------------------- | ---------------------- |
| 1      | 21 أغسطس 2019     | 2.689٪ (NR)            | غير متاح               |
| 2      | 22 أغسطس 2019     | 1.828٪ (NR)            | غير متاح               |
| 3      | 28 أغسطس 2019     | 2.720٪ (NR)            | غير متاح               |
| 4      | 29 أغسطس 2019     | 2.899٪ (NR)            | غير متاح               |
| 5      | 4 سبتمبر 2019     | 3.700٪ (السادس)        | 3.408٪ (الثامن)        |
| 6      | 5 سبتمبر 2019     | 2.074٪ (NR)            | غير متاح               |
| 7      | 18 سبتمبر 2019    | 4.322٪ (الرابع)        | 4.319٪ (الثالث)        |
| 8      | 19 سبتمبر 2019    | 3.653٪ (NR)            | 3.784٪ (الثامن)        |
| 9      | 25 سبتمبر 2019    | 5.205٪ (الثاني)        | 5.608٪ (الأول)         |
| 10     | 26 سبتمبر 2019    | 5.284٪ (الثاني)        | 5.585٪ (الثاني)        |
| 11     | 2 أكتوبر 2019     | 7.125٪ (الأول)         | 7.432٪ (الأول)         |
| 12     | 3 أكتوبر 2019     | 6.556٪ (الثاني)        | 6.945٪ (الأول)         |
| 13     | 9 أكتوبر 2019     | 7.316٪ (الأول)         | 7.808٪ (الأول)         |
| 14     | 10 أكتوبر 2019    | 6.974٪ (الأول)         | 7.559٪ (الأول)         |
| 15     | 16 أكتوبر 2019    | 7.981٪ (الأول)         | 8.405٪ (الأول)         |
| 16     | 17 أكتوبر 2019    | 8.478٪(الأول)          | 8.305٪ (الأول)         |
| معدل   | معدل              | 4.925٪                 | -                      |

## البث الدولي
- في إندونيسيا: K-Plus (متزامن مع كوريا).
- في ماليزيا: K-Plus (متزامن مع كوريا).
- في ميانمار: قناة سكاي نت الدولية للدراما.
- في الفلبين: K-Plus (بث متزامن مع كوريا) وعلىUNTV في عام 2021.

## روابط خارجية
عائلة أنيقة على موقع IMDb (الإنجليزية)
- عائلة أنيقة على موقع كينوبويسك (الروسية)
- عائلة أنيقة على موقع قاعدة بيانات الفيلم (الإنجليزية)